# Sarsia gracilis
Sarsia gracilis är en nässeldjursart som beskrevs av Browne 1902. Sarsia gracilis ingår i släktet Sarsia och familjen Corynidae. Inga underarter finns listade i Catalogue of Life.